# David Cook (designer de jogos)
David "Zeb" Cook é um designer de jogos americano, mais conhecido por seu trabalho na TSR, Inc., onde ficou por mais de quinze anos.
Cook respondeu a um anúncio na revista Dragon para uma posição de designer de jogos na TSR. Depois de escrever uma amostra de um módulo de aventura e concluir o teste de designer que a empresa usou, Cook tornou-se o terceiro designer de jogos em tempo integral contratado. Lawrence Schick foi chefe de design e desenvolvimento na época e trouxe Cook durante um período de crescimento substancial da empresa.:11 Cook mais tarde se tornou designer sênior. "O design de jogos é um trabalho árduo [...] mas tudo que vale a pena fazer é trabalho duro. O importante é fazê-lo bem e divertir-se enquanto o faz." Cook criou jogos de RPG, módulos, jogos de tabuleiro de família, jogos de cartas, livros de regras e jogos de mistério.